# Thrasyvoulos Zaimīs
Thrasyvoulos Zaimīs (in greco Θρασύβουλος Ζαΐμης?; Kerpini, 29 ottobre 1822 – 27 ottobre 1880) è stato un politico greco, due volte primo ministro: dal 6 febbraio 1869 al 22 luglio 1870 e dal 9 novembre 1871 al 6 gennaio 1872.

## Biografia
Figlio di Andreas Zaimīs, un militare ed importante figura politica, Zaimīs studiò Legge in Francia.
Nel 1850 venne eletto per la prima volta in Parlamento. Ricoprì per quattro volte la carica di Presidente del Parlamento e fu più volte ministro.
Nel 1864 rappresentò il governo greco in occasione della cessione da parte della Gran Bretagna alla Grecia delle isole ionie, un "regalo" in occasione dell'incoronazione di re Giorgio I.
Anche suo figlio Alexandros Zaimīs sarà primo ministro.